# Won Ok-Im
Won Ok-Im, född den 9 november 1986, är en nordkoreansk judoutövare.
Hon tog OS-brons i damernas halv mellanvikt i samband med de olympiska judotävlingarna 2008 i Peking.